# 벡터 기반 그래픽 사용자 인터페이스

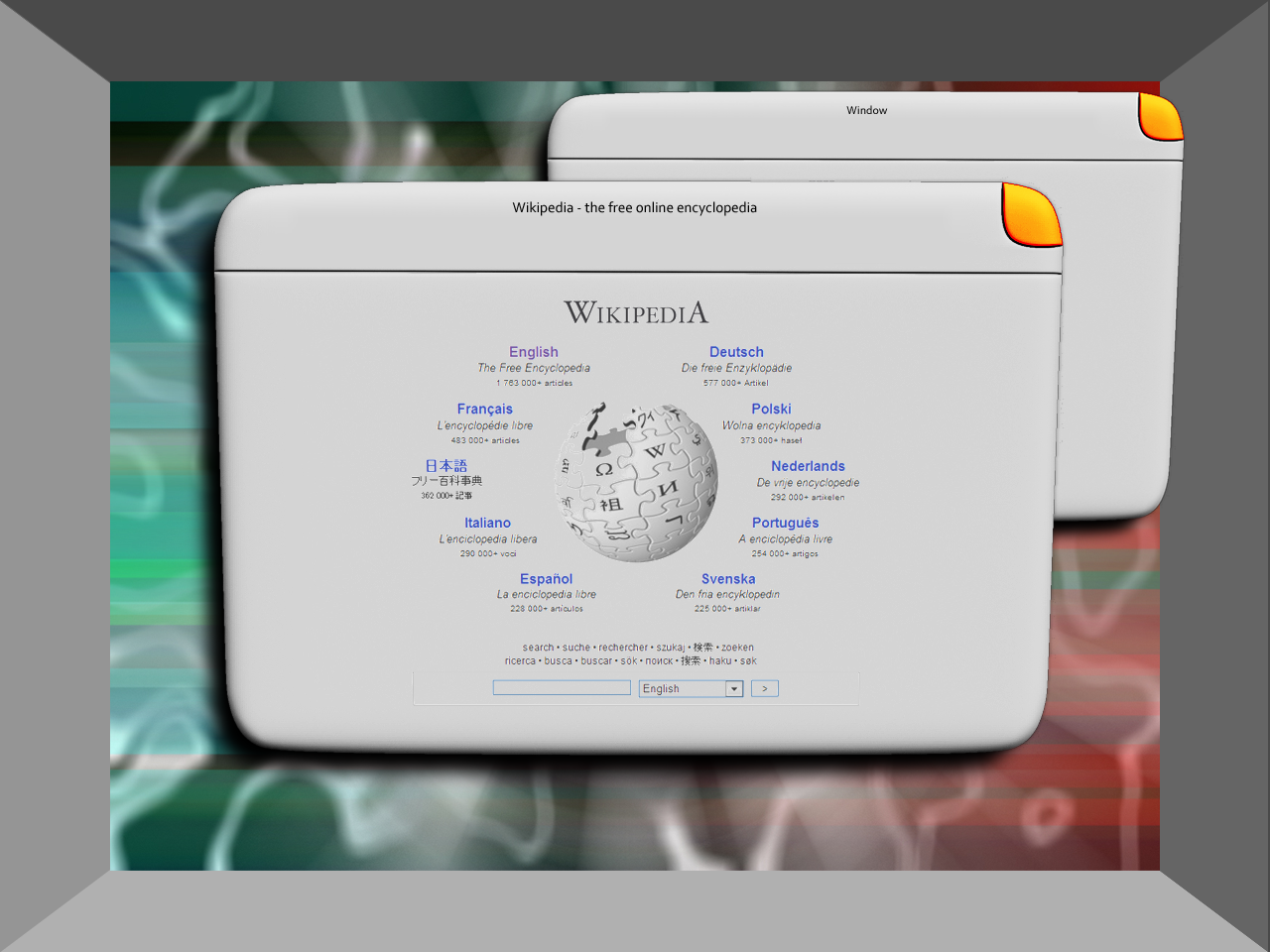
벡터 기반 창의 예.

벡터 기반의 그래픽 사용자 인터페이스(vector-based graphical user interface)는 요소들이 레스터가 아닌 벡터를 사용하여 그려지는 가장 개념적인 그래픽 사용자 인터페이스 유형이다.

## 장단점
벡터 기반의 그래픽 사용자 인터페이스의 장점은 다음과 같다.
- 가장 효과적이며 독립적인 크기 조절이 가능하다. 해상도를 높이거나 낮추어도 화소가 깨져 보이는 현상이 일어나지 않기 때문에 높은 해상도의 모니터를 잘 활용할 수 있게 도와 준다.
- 또렷한 그래픽을 보여 준다.
- 잠재적으로 응용 프로그램의 설계를 더 쉽게 한다.

단점으로는 다음과 같다:
- 레스터 기반의 응용 프로그램들을 통합하기가 쉽지 않다.
- 렌더링 속도가 느리고 시스템 요구 사항을 높인다. 오늘날 모니터 디스플레이는 레스터 기반의 정보만 표시하기 때문에 벡터 정보는 레스터로 (안티 엘리어싱 과정을 거칠 수도 있음) 처리된다.

## 같이 보기
- 그래픽 사용자 인터페이스
- 레스터 그래픽스
- 벡터 그래픽스
- DPI
- 해상도 독립